# Tablero (construcción)

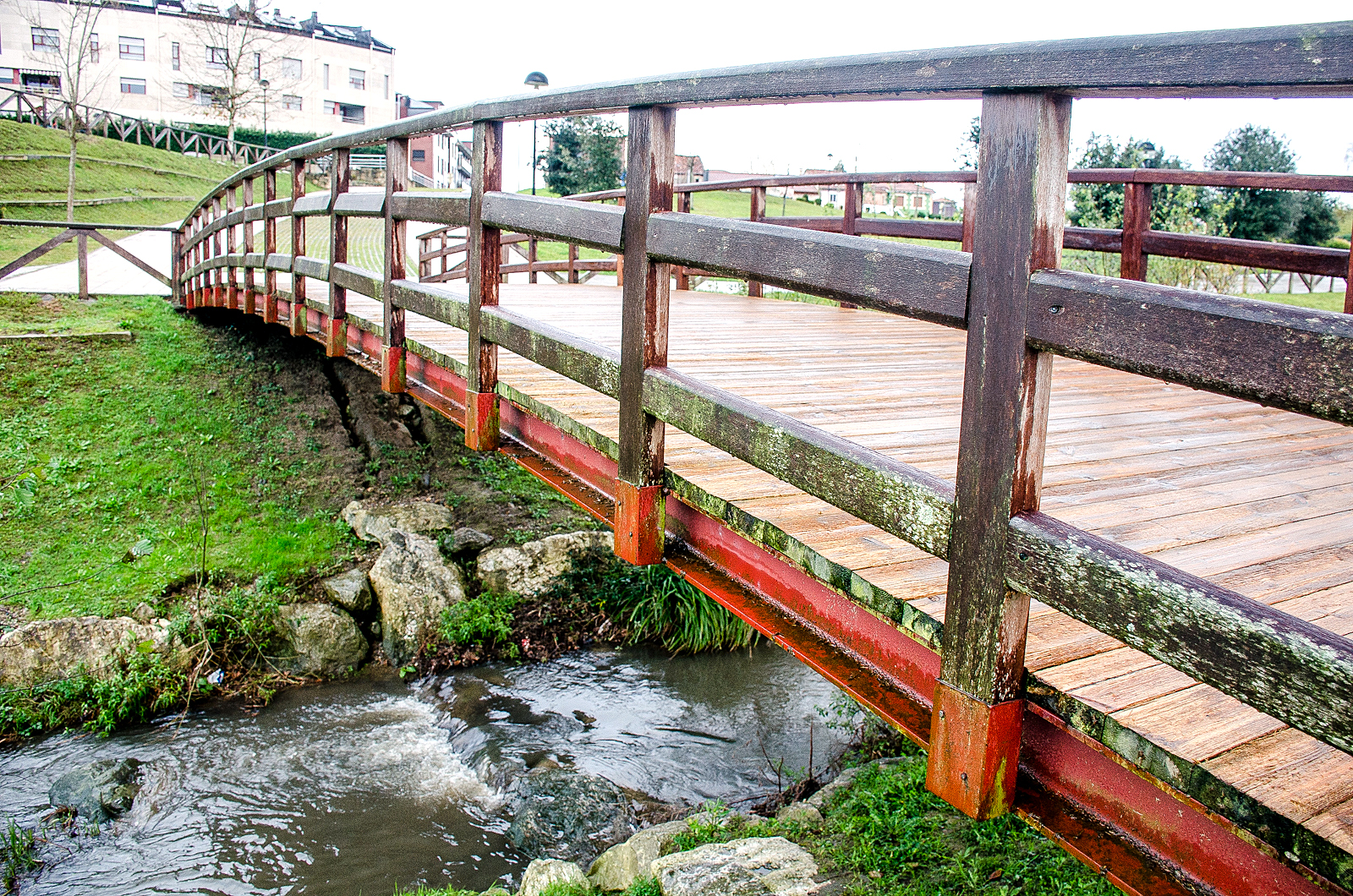
Tablero de madera de un puente peatonal

De forma general, se denomina tablero a un conjunto de tablas unidas por los cantos para formar una superficie lisa. En la construcción se utilizan con frecuencia soportes planos fabricados con madera o con otros materiales, que sirven para sujetar elementos estructurales, tanto de forma temporal (cuando se trata de cimbras o encofrados) como definitiva (en el caso de los tejados).
Así mismo, el término tablero también hace referencia al elemento estructural sobre el que se apoya la calzada de un puente, haciendo extensiva a cualquier tipo de puente la denominación del conjunto de tablas con el que se habilita el paso en los puentes de madera.

## Arquitectura

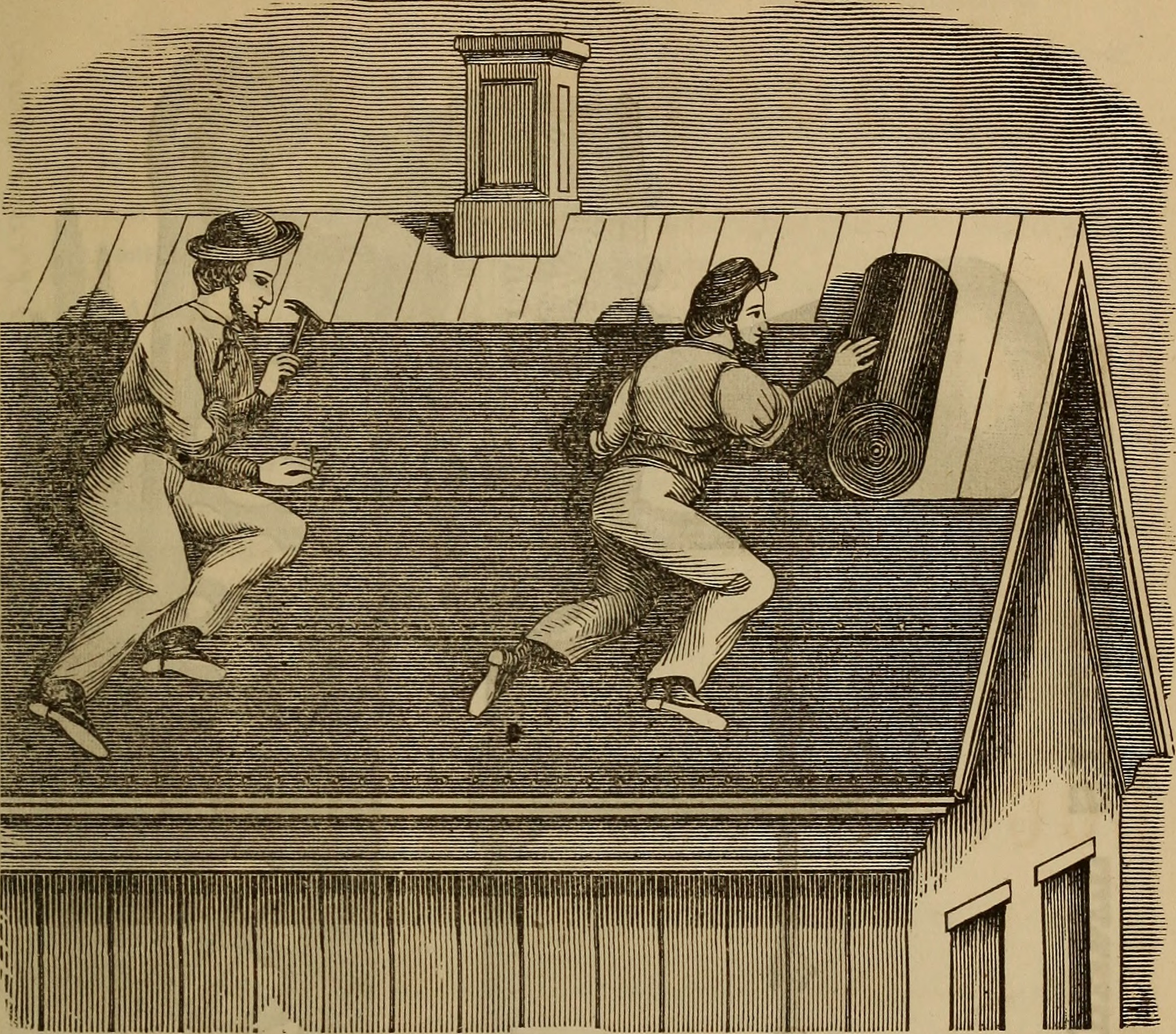
Preparación del tablero de un tejado

En arquitectura, se denomina tablero específicamente al cerramiento inclinado construido con ladrillo hueco sencillo o rasillones, en las cubiertas de los edificios. Sobre este, adecuadamente impermeabilizado, se apoya la teja.
Esta denominación también se utiliza cuando se trata de piedra, para indicar que se trata de una piedra labrada con superficie lisa y se hace extensiva a otros materiales como chapa metálica, plásticos rígidos, etc.
Desde el punto de vista de las obras de edificación, los tableros (normalmente de madera conglomerada, pero también laminados, tratados con resinas contra la humedad o reforzados con elementos metálicos) son un elemento imprescindible como medio auxiliar en numerosas actividades ligadas a la construcción. Forman parte de escaleras y andamios, y siguen utilizándose en todo tipo de encofrados y de cimbras, especialmente cuando se necesita hormigonar elementos de geometría compleja, menos susceptibles de poderse ejecutar con encofrados metálicos normalizados. Los tableros aprovechan las características tecnológicas de la madera, un material renovable, biodegradable, reciclable y que no contamina el medio ambiente.

## Ingeniería

Tablero en un puente de autovía

Las diversas partes de un puente de celosía

En ingeniería, se denomina tablero a la superficie de un puente, destinada a transitar por ella. Es un elemento de superestructura que puede estar construido de madera, losas de piedra, ladrillos hormigón o acero, dependiendo de la época y de la tipología del puente. Puede estar recubierto por una capa de balasto o una losa de hormigón para alojar las vías (en el caso de puentes ferroviarios), o de un firme asfáltico u otra forma de pavimento para facilitar el cruce de vehículos. Un tablero de hormigón puede ser una parte integral de la estructura del puente (estructuras con perfil T, cajones o secciones en U) o puede estar apoyado sobre perfiles doble T o jácenas de acero.
En los antiguos puentes a base de arcos de sillería, de ladrillo o de hormigón en masa, el tablero por lo general queda embebido en el volumen general de la estructura, por lo que no es un elemento claramente diferenciable. En cambio, en los puentes de vigas, los puentes colgantes, los de celosía o los atirantados, el tablero suele ser un elemento prismático de sección constante dotado de identidad propia, que recorre de lado a lado la estructura superpuesto o colgado de ella.
En los puentes de celosía es habitual que se disponga un entramado de elementos secundarios para dar continuidad al tablero. En el caso de un puente colgante, el tablero se suspende de los elementos estructurales principales; mientras que cuando el puente es un arco, el tablero se apoya mediante columnas (si tiene el arco por debajo), o colgará del mismo (si lo tiene por encima). En los puentes de arco atirantado o en los puentes atirantados, el tablero es un elemento estructural clave, que transmite tensiones o compresiones para sustentar el puente.
Un puente de tablero es aquel en el que el propio tablero es el elemento estructural principal que aloja la calzada. Contraste con un puente en celosía, que puede acomodar un tablero en la parte superior o inferior (o en ambas) de un armazón estructural.

## Análisis estructural
A efectos de cálculo, los ingenieros estructurales trabajan con distintas tipologías de tableros de puente. En un "tablero de vigas", se considera que cualquier estructura de soporte actúa solidariamente como una sola viga. Un "tablero de celosía" utiliza vigas y diafragmas como estructuras de soporte, cuyo comportamiento se analiza como el de un entramado de elementos. Un "tablero de losa" es aquel que funciona como una placa; si la losa tiene una rigidez diferente en dos direcciones ortogonales, entonces la plataforma se conoce y analiza como un tablero ortótropo. Un "tablero de vigas y losas" es aquel en el que las vigas pueden flectar de forma parcialmente independiente y las fuerzas transversales se llevan al tablero. Un "tablero celular" es aquel en el que una serie de losas y de elementos de alma delgada encierran celdas dentro del tablero. Por último, un "tablero de vigas en cajón" está formado por vigas prismáticas huecas, y se analiza como tal.

## Tableros de puentes ferroviarios

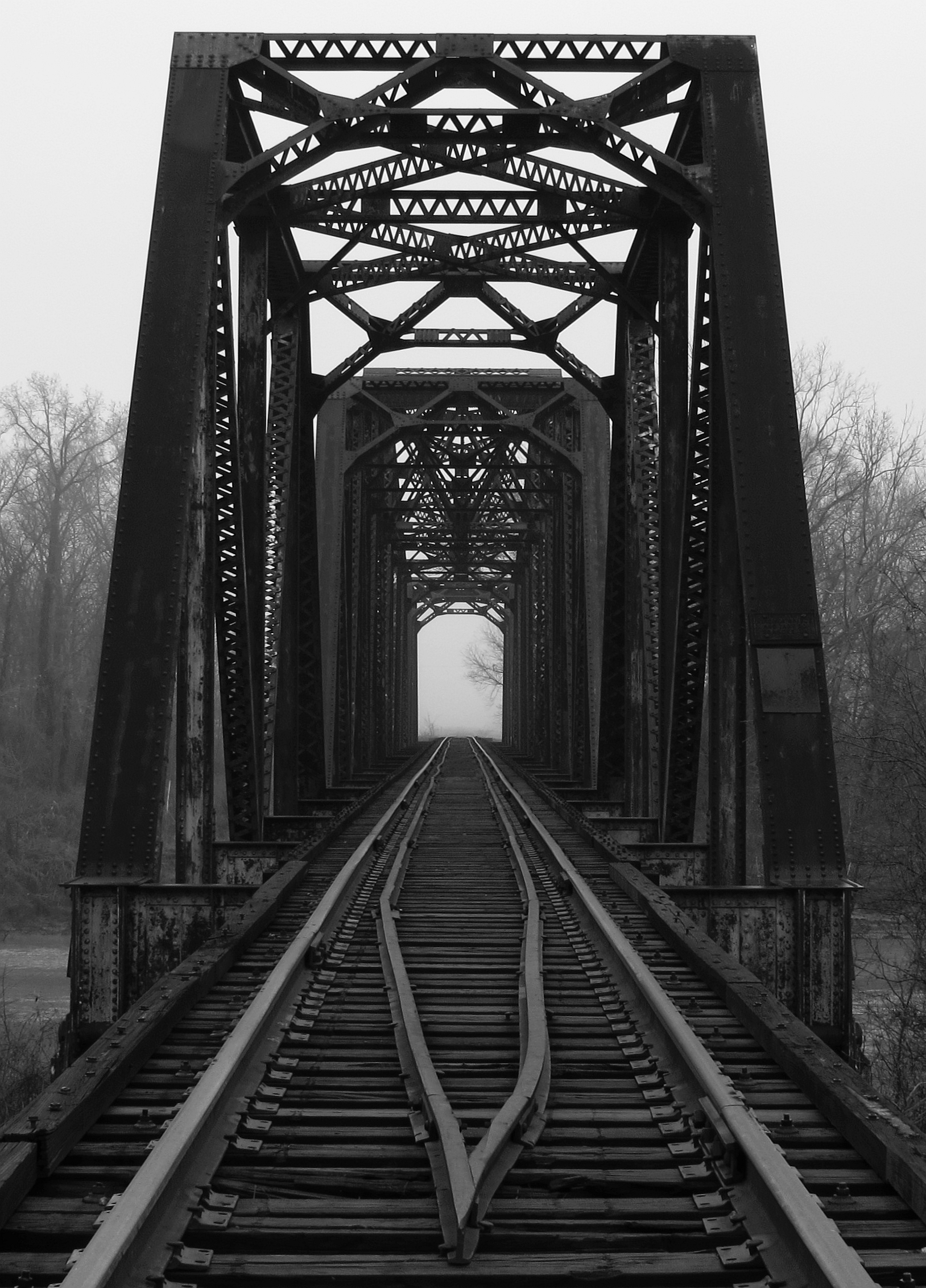
Un puente ferroviario de tablero abierto en el Condado de Leflore

Un puente ferroviario, con su vía sobre traviesas apoyadas directamente en elementos estructurales longitudinales que soportan la carga de la superestructura (vigas o jácenas) se denomina de "tablero abierto". Cuando la vía descansa sobre balasto a lo largo del puente, se denomina "tablero con balasto". El término "fijación directa" se utiliza cuando los carriles están anclados directamente a la superestructura del puente (sin utilizar traviesas).